# 797
Cette page concerne l'année 797  du calendrier julien. Pour l'année 797 av. J.-C., voir 797 av. J.-C. Pour le nombre 797, voir 797 (nombre).
L'année 797 est une année commune qui commence un dimanche.

## Événements
- Mars, Empire byzantin  : 
  - Platon, higoumène du Sakkoudion et son neveu Théodore, s’opposant à la répudiation de Marie par Constantin VI sont emprisonnés. Théodore est exilé à Thessalonique où il arrive le 25 mars[1].
  - Constantin VI, en campagne contre les Arabes, est trahi par ses troupes à l'instigation de sa mère et de Staurakios. Il doit rebrousser chemin[2].
- 17 juillet : échec d'une tentative pour s'emparer de Constantin VI à Constantinople. Il parvient à gagner les thèmes d'Orient mais est trahi par son entourage et capturé, puis ramené à Constantinople[3].
- 15 août[4] (ou le 19[1] : à la suite d'un complot de sa mère, Constantin VI est condamné pour bigamie à avoir les yeux crevés dans la chambre pourpre où il était né. Irène se proclame empereur byzantin (fin en 802). Rappelés par Irène, Théodore et son oncle s’installent avec leurs moines dans la capitale au couvent de Stoudiou[1].
- 28 octobre : promulgation du nouveau Capitulare Saxonicum[5]. Charlemagne achève la conquête de la Saxe. Il abandonne le régime d’exception installé en 785 pour mettre en œuvre un régime de pacification, en collaboration avec l’aristocratie saxonne réunie à Aix-la-Chapelle.
- Automne : soulèvement de Tolède. Intervention des Francs en Espagne. 
  - À la mort de l’émir de Cordoue Hicham, son frère Abdallah se rend à Aix-la-Chapelle pour demander à Charlemagne de l’aider à détrôner son neveu, tandis qu’un autre rebelle, Zeïd, qui s’est emparé de Barcelone, offre de livrer la ville aux Francs. Abdallah retourne en Espagne au printemps et soulève Tolède, tandis que  vers la fin de l'été son frère Sulayman lève une armée en Afrique pour le renforcer. L'émir Al-Hakam ne peut empêcher la jonction de leurs forces à l'automne. Une armée de Louis d’Aquitaine franchit les Pyrénées sur ordre de son père, reprend Gérone et met le siège devant Huesca. Les forces franques doivent se replier à la suite de la contre-offensive d'Al-Hakam à la fin de l'année[6]. En 798, une deuxième expédition guidée par le comte Borrell occupe la ville fortifiée de Vich, ainsi que plusieurs fortifications de moindre importance, ce qui permet d’établir une base permanente au-delà des Pyrénées[7].

- Au Japon, Sakanoue no Tamuramaro est nommé par l’empereur Kammu « général en chef contre les barbares » (sei i tai shōgun) et envoyé pacifier et civiliser le nord-est du Honshū[8]. Ces expéditions, si elles agrandissent le territoire de l’État, achèvent de vider les caisses du gouvernement, déjà mis à mal par l’installation de la nouvelle capitale.
- Charlemagne envoie une ambassade au calife Harun al-Rachid à Bagdad[9].
- Les Vikings pillent le monastère de Kintyre et l'île de Man[10].
- Alphonse II des Asturies prend Lisbonne[11].

## Décès en 797
- Trisong Detsen (règne 740 ou 755 suivant les sources -797) 38e roi du Tibet, il décréta le Bouddhisme religion d'État dans son pays.